# Greene County, Illinois
Greene County är ett administrativt område i delstaten Illinois i USA, med 13 886 invånare (2010). Den administrativa huvudorten (county seat) är Carrollton. Största stad är White Hall.
Countyt är döpt efter Nathanael Greene, en av George Washingtons generaler.

## Politik
Greene County tenderar att rösta på republikanerna i politiska val.
Republikanernas kandidat har vunnit countyt i samtliga presidentval sedan 1952 utom 1964, 1976, 1992 och 1996. I valet 2016 vann republikanernas kandidat med 74,2 procent av rösterna mot 21,6 för demokraternas kandidat, vilket är den genom tiderna största segern i countyt för en kandidat.

## Geografi
Enligt United States Census Bureau har countyt en total area på 1 415 km². 1 407 km² av den arean är land och 8 km² är vatten.

### Angränsande countyn
- Scott County - nord
- Morgan County - nord
- Macoupin County - öst
- Jersey County - syd
- Calhoun County - sydväst
- Pike County - nordväst

### Orter
- Carrollton (huvudort)
- Greenfield
- Roodhouse
- White Hall